# Universíada de Verão de 2021
A Universíada de Verão de 2021 (em chinês:  2021年夏季世界大学生运动会), os XXXI Jogos Universitários Mundiais de Verão, comumente conhecido como os Jogos Mundiais Universitários da FISU Chengdu 2021, foram um evento multiesportivo sancionado pela Federação Internacional do Esporte Universitário (FISU), que foi realizado de 28 de julho a 8 de agosto de 2023 e teve Chengdu, província de Sichuan, China como principal cidade-sede (já que as competições de saltos ornamentais e judô foram realizadas no Centro Esportivo e Cultural do Condado de Jianyang,que é vizinho a Chengdu). Esta é a terceira edição dos Jogos de Verão a ser sediada na China e a primeira edição a ter a alcunha de "Jogos Mundiais Universitários de Verão" em vez de "Universíada de Verão" que deixa de ser utilizado de forma oficial.
Os Jogos foram originalmente programados para acontecer de 8 a 19 de agosto de 2021. Porém, as datas foram alteradas para o período de 16 a 27 do mesmo mês, logo na sequência de ajustes de calendário com a FISU e com as demais federações internacionais. No entanto, em 2 de abril de 2021, foi anunciado que os Jogos seriam adiados por um ano até 2022 devido à pandemia de COVID-19 e um conflito de datas com o Jogos Olímpicos de Verão de 2020 com novas datas a serem anunciadas posteriormente. Os Jogos foram planejados para continuar sendo marcados como Chengdu 2021. Em maio de 2021, a FISU confirmou que os Jogos foram remarcados para o período de 26 de junho a 7 de julho de 2022. Em 6 de maio de 2022, a FISU anunciou que os Jogos haviam sido adiados novamente para 2023 devido a preocupações com a COVID-19; os Jogos substituíram efetivamente os Universíada de Verão de 2023 em Ecaterimburgo, cujos direitos de sediar os Jogos foram retirados devido à invasão da Ucrânia pela Rússia em 2022.

## Processo de candidatura
Em 1 de setembro de 2014, a FISU abriu licitações para as Universíadas de Inverno e Verão de 2021. Bucareste, na Romênia e Santiago de Cali, na Colômbia anunciaram a intenção de apresentar propostas para a Universíada de Verão. Além disso, Ashgabat, no Turcomenistão,se ofereceu para sediar os Jogos usando os locais dos Jogos Asiáticos de Artes Marciais e Recinto Coberto de 2017 mas, devido ao tamanho do evento e as exigências de algumas federações desportivas internacionais a cidade se retirou voluntariamente do processo.Em 14 de outubro de 2018, foi relatado que a FISU havia recebido uma proposta feita de forma conjunta entre Seul, na Coreia do Sul e Pyongyang, na Coreia do Norte, durante uma reunião entre o prefeito de Seul Park Won-soon e o secretário-geral da FISU, Eric Saintrond.No entanto,razões geopolíticas forçaram a desistência da proposta.

## Negociações indiretas
Devido a falta de países e cidades interessadas para sediar os Jogos Mundiais Universitários por causa do tamanho do evento que crescia de forma assustadora e levou a desistência de Brasília a sediar os Jogos de Verão de 2019.Assim,para garantir a continuidade do evento,a FISU decidiu que até a edição de 2025,o processo de seleção das cidades-sede seria feito de forma indireta por meio de conversas e negociações secretas com eventuais federações nacionais interessadas e que haveria uma "fila de espera" com diversas opções e propostas,que seriam anunciadas de acordo com a necessidade.Enquanto que a edição de 2021 seria originalmente realizada na Itália,com a desistência de Brasília,ela foi adiantada para 2019 e conversas e negociações foram concretizadas com a China,a Rússia (vistas pela Federação como escolhas seguras),além da Alemanha que se prontificaram a receber na sequência os jogos de 2021,2023 e 2025.Desta forma,as negociações com a China foram as primeiras a se concretizarem.No dia 13 de dezembro de 2018, foi relatado que uma delegação de uma cidade chinesa,havia entregue um caderno de encargos totalmente pronto e um "pré-contrato de cidade-sede" já assinado para o comitê diretor da FISU em realizada em Braga, Portugal.Quatro meses mais tarde,no dia 1 de março de 2019,na véspera da cerimônia Universíada de Inverno em Krasnoyarsk, Chengdu foi oficialmente anunciada como anfitriã da Universíada de Verão de 2021.

## Cerimônias

### Cerimônia de abertura
A cerimônia de abertura aconteceu em 28 de julho de 2023 no novíssimo estádio do Lago Dong'an. Juntamente aos ritos protocolares a parte cultural contou com uma exibição das tradições culturais da província de Sichuan que foram misturadas com diversas tradições do resto da China.O ponto alto da cerimônia foi o acendimento da pira do conhecimento feita pelo taikonauta Ye Guangfu,que é natural da cidade.Ao seu lado estavam 30 estudantes universitários oriundos de diversas partes do mundo,simbolizando todas as edições anteriores simbolizando a resiliência do movimento desportivo internacional durante os últimos 4 anos e o período quando o evento era conhecido como Universíada.

### Cerimônia de encerramento
A cerimônia de encerramento foi realizada em 8 de agosto de 2023 no Chengdu Open Air Stage.Além dos ritos protocolares,a cerimônia contou com a parte cultural que foi produzida pela Ópera de Sichuan.O ponto alto da cerimônia foi a entrega da bandeira e símbolos da FISU para Região Metropolitana do Reno-Ruhr, na Alemanha, sede da próxima edição, em 2025, e o apagamento da chama dos Jogos Universitários Mundiais (ou a chama do conhecimento).

## Modalidades
Devido à criação da Copa do Mundo Universitária de Futebol da FISU em 2019, o esporte não fará mais parte do programa dos Jogos Universitários Mundiais de Verão a partir daquele ano. Com a mudança, o número de modalidades obrigatórias será mantido em quinze, já que o lugar será ocupado pelo badminton que após cinco edições como modalidade opcional passou a ser modalidade obrigatória.Respeitando o regulamento da FISU aprovado em 2016,coube ao Comitê Organizador a escolha de até 3 esportes opcionais que nesta edição foram o remo,o tiro desportivo e o wushu.
- Aquáticos
  -  Natação (42) (detalhes)
  -  Polo aquático (2) (detalhes)
  -  Saltos ornamentais (15) (detalhes)
- Atletismo (50) (detalhes)
- Badminton (6) (detalhes)
- Basquetebol (2) (detalhes)
- Esgrima (12) (detalhes)
- Ginástica  (detalhes) 
  -  Ginástica artística (14)
  -  Ginástica rítmica (8)
- Judô (16) (detalhes)
- Remo (15) (detalhes)
- Taekwondo (23) (detalhes)
- Tênis (7) (detalhes)
- Tênis de mesa (7) (detalhes)
- Tiro (18) (detalhes)
- Tiro com arco (10) (detalhes)
- Voleibol (2) (detalhes)
- Wushu (20) (detalhes)

## Países participantes
Nações que enviaram atletas para disputar os Jogos:
| Lista de países participantes |
| --- |
| 1. RSA África do Sul (135) 2. ALB Albânia (2) 3. GER Alemanha (160) 4. ANG Angola (2) 5. KSA Arábia Saudita (9) 6. ALG Argélia (45) 7. ARG Argentina (54) 8. ARM Armênia (14) 9. AUS Austrália (95) 10. AUT Áustria (35) 11. AZE Azerbaijão (86) 12. BAN Bangladesh (2) 13. BAR Barbados (2) 14. BEL Bélgica (5) 15. BOT Botsuana (10) 16. BRA Brasil (154) 17. BRU Brunei (2) 18. BUL Bulgária (5) 19. BUR Burquina Fasso (2) 20. BDI Burundi (6) 21. CPV Cabo Verde (2) 22. CAM Camboja (11) 23. QAT Catar (6) 24. KAZ Cazaquistão (93) 25. CHN China (407) (anfitrião) 26. CYP Chipre (19) 27. COL Colômbia (25) 28. COM Comores (2) 29. KOR Coreia do Sul (249) 30. CRC Costa Rica (2) 31. CRO Croácia (13) 32. DEN Dinamarca (13) 33. UAE Emirados Árabes Unidos (3) 34. ECU Equador (2) 35. SVK Eslováquia (71) 36. SLO Eslovênia (25) 37. USA Estados Unidos (211) 38. ESP Espanha (34) 39. EST Estônia (15) 40. FIJ Fiji (1) 41. PHI Filipinas (34) 42. FIN Finlândia (75) 43. FRA França (106) 44. GAM Gâmbia (2) 45. GHA Gana (12) 46. GEO Geórgia (27) 47. GRE Grécia (26) 48. GUA Guatemala (2) 49. GUY Guiana (6) 50. GEQ Guiné Equatorial (1) 51. HAI Haiti (3) 52. HON Honduras (2) 53. HKG Hong Kong (142) 54. HUN Hungria (113) 55. IND Índia (263) 56. INA Indonésia (51) 57. IRI Irã (85) 58. IRQ Iraque (4) 59. ISR Israel (5) 60. ITA Itália (186) 61. JAM Jamaica (3) 62. JPN Japão (262) 63. KUW Kuwait (5) 64. LAT Letônia (3) 65. LBN Líbano (7) 66. LBA Líbia (4) 67. LIE Liechtenstein (1) 68. LTU Lituânia (36) 69. LUX Luxemburgo (3) 70. MAC Macau (52) 71. MAD Madagascar (3) 72. MAS Malásia (66) 73. MLI Mali (2) 74. NMI Marianas Setentrionais (2) 75. MAR Marrocos (10) 76. MOZ Moçambique (2) 77. MDA Moldávia (19) 78. MGL Mongólia (80) 79. NEP Nepal (18) 80. NGR Nigéria (32) 81. NOR Noruega (30) 82. OMA Omã (25) 83. NED Países Baixos (63) 84. PLE Palestina (2) 85. PAN Panamá (1) 86. PAK Paquistão (5) 87. PER Peru (7) 88. POL Polônia (195) 89. POR Portugal (44) 90. KEN Quênia (3) 91. KGZ Quirguistão (16) 92. CZE Chéquia (101) 93. ROU Romênia (40) 94. STP São Tomé e Príncipe (1) 95. SEN Senegal (5) 96. SLE Serra Leoa (3) 97. SGP Singapura (120) 98. SYR Síria (1) 99. SOM Somália (2) 100. SRI Sri Lanka (17) 101. SWE Suécia (13) 102. SUI Suíça (71) 103. THA Tailândia (55) 104. TPE Taipé Chinês (207) 105. TJK Tajiquistão (55) 106. TAN Tanzânia (2) 107. TKM Turcomenistão (16) 108. TUR Turquia (107) 109. UKR Ucrânia (60) 110. UGA Uganda (34) 111. URU Uruguai (2) 112. UZB Uzbequistão (70) 113. VIE Vietnã (7) 114. ZAM Zâmbia (13) 115. ZIM Zimbabwe (5) Classificado em ordem alfabética pelo nome do país. |

### Países não-participantes
- Canadá: retirou-se dos Jogos citando o custo da viagem e os riscos à saúde[133]
- México: retirou-se dos Jogos, em 7 de julho de 2023, devido a restrições financeiras
- Reino Unido: A British Universities and Colleges Sport (BUCS) anunciou a retirada de sua delegação de estudantes dos jogos, em 11 de março de 2022,[134] e confirmou a retirada, em 16 de março de 2023[135]

#### Países banidos
Tanto a Bielorrússia quanto a Rússia foram banidas dos jogos devido à invasão da Ucrânia pela Rússia.
- Bielorrússia
- Rússia

## Controvérsias

### Retirada da equipe indiana de wushu
Em protesto contra a política de emissão de vistos por parte da China,a Associação de Universidades da Índia (AIU) decidiu que não iria inscrever os seus atletas no torneio de wushu.A decisão foi tomada logo após um problema relatado quanto a emissão dos vistos por parte das autoridades competentes lotadas na embaixada chinesa em Délhi.Enquanto os demais atletas da delegação indiana tiveram seus passaportes carimbados,três dos quatro atletas do time de wushu tiveram seus vistos emitidos por meio de um documento impresso que foi grampeado.Alguns dias após a decisão pelo não envio,a AIU divulgou que os passaportes em que os vistos estavam grampeados eram especificamente dos atletas originários do estado de Arunachal Pradesh,que é fronteiriço com a China e é uma área de lítigio territorial entre os dois países.O lí
tigio acontece porque o governo de Pequim  entende que a região é a parte do sul do Tibete que está sob domínio chinês desde 1950.

### Suspeita de nepotismo na Somália
Khadijo Adan Dahir, presidente da Federação de Atletismo da Somália, foi suspensa pelo governo do país,além de enfrentar risco de sanções tanto pela IAAF quanto pelo Comitê Olímpico do país, sob acusações e argumentações de que ela cometia “abuso de poder,favorecimento ílicito, nepotismo e difamação do nome da nação”.A situação ocorreu logo depois que a competidora Nasra Abukar Ali participou das baterias eliminatórias dos 100m e o tempo de sua participação foi de incríveis 21,81 segundos.Ao final da prova,a somali ultrapassou a linha de chegada com mais de 10 segundos de diferença da primeira colocada.No entanto,o constrangimento vivido na China foi tão grande que a transmissão da prova virou um vídeo viral na internet,o que levou ao país se tornar alvo de piadas.A repercussão foi tamanha que alguns sites especializados em atletismo consideraram o tempo  "como o pior tempo dos 100m da História".Já no país,a repercussão se tornou extremamente tóxica e negativa causando revolta e constrangimento em diversos setores da sociedade somali, motivando uma orda de comentários oriundos do país a usarem suas contas em diversas redes sociais a protestarem.Foi comum observar comentários como " a performance de Abukar é um vexame internacional" e que ela  "sujou a imagem do país".Imediatamente ao incidente,se determinou a abertura de uma sindicância por parte do Ministro da Juventude e dos Esportes do país, Mohammed Barre Mohamud.Ao se concluir o processo se constatou que Nasra "não é uma esportista, nem uma corredora,porque nem registros de seus tempos existem",o que levou a Barre Mohamud a pedir desculpas públicas tanto nacionalmente quanto internacionalmente.Cabe registrar que a  brasileira Gabriela Mourão, venceu a bateria com o tempo de 11,58 segundos. 

### Suspeita de Nepotismo na delegação brasileira
Luciano Cabral, presidente da Confederação Brasileira do Desporto Universitário (CBDU) e um dos vice-presidentes da FISU,foi também acusado de inscrever o próprio filho sem ter participado de qualquer processo de seleção individual para o evento.O atleta inscrito foi identificado apenas como "L. Marinho", mas se tratava de Leandro Marinho Atayde Cabral. Na disputa de simples,Leandro não teve sorte e perdeu o primeiro jogo por duplo 6/0.Como existe nos Jogos Mundiais Universitários,a realização de um torneio de consolação,Leandro voltou a quadra e perdeu novamente por duplo 6/0 em apenas 25 minutos de jogo.Apesar de existirem desconfianças e suspeitas por parte da mídia brasileira por suspeitas de nepotismo e favorecimento por parte da CBDU.Todavia,se descobriu posteriormente que Leandro havia se registrado originalmente apenas no evento de duplas competindo ao lado do cearense Jackson Xavier que tinha ganhado ao seu lado o evento seletivo realizado em Brasília e  que a sua inscrição no evento foi feita por meio de um "wildcard" da organização do evento para que o sistema de chaves do torneio individual fosse completada.

## Marketing

### Lema
O lema oficial dos jogos é Chengdu Makes Dreams Come True (em português:  Chengdu transforma os sonhos em realidade) ou em chinês:  在成都，成就每一个梦想, transl. zài Chéngdū, chéngjiù měiyī gè mèngxiǎng.

### Logotipo

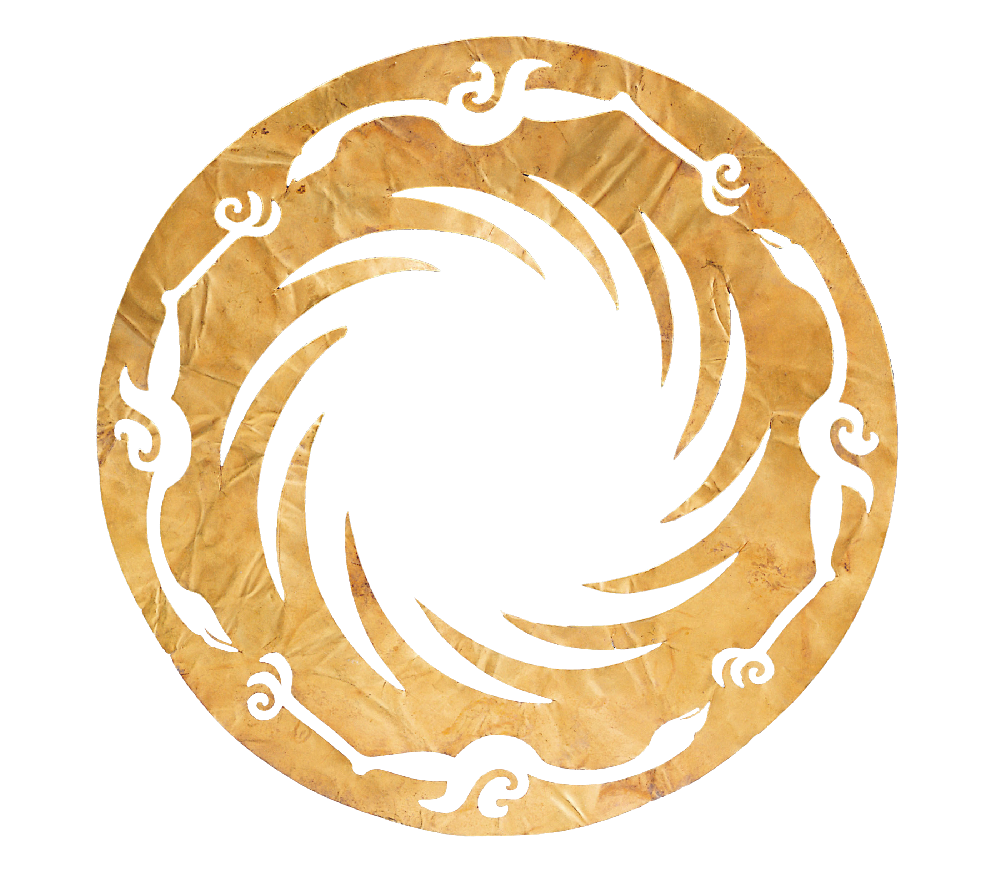
Enfeite dourado do sol envolto pela fênix

O logotipo dos Jogos Universitários Mundiais de Chengdu foi inspirado no pássaro do sol, um símbolo da antiga cultura de Sichuan, e também na tradição de que todas as sedes dos Jogos Universitários Mundiais tem o seu logo composto por designs diferenciados da letra 'U' de Universidade.

### Mascote
O mascote "Rong Bao" (chinês: 蓉宝), um panda gigante, foi apresentado em 30 de dezembro de 2019. "蓉" significa Chengdu e "宝" significa bebê.

## Calendário
O Calendário original foi publicado em 26 de agosto de 2021. No entanto, a FISU anunciou, em 6 de maio de 2022, que os Jogos foram remarcados para 2023, portanto, o cronograma foi ajustado de acordo para não conflitar com os dias finais do Campeonato Mundial de Desportos Aquáticos de 2023 realizado em Fukuoka,no Japão entre 14 a 30 de julho do mesmo ano.
| CA | Cerimônia de abertura |  | Competições | 1 | Finais de competições | CE | Cerimônia de encerramento |

| Programa            | Julho | Julho | Julho | Julho | Julho | Agosto | Agosto | Agosto | Agosto | Agosto | Agosto | Agosto | Agosto | Eventos |
| Programa            | 27    | 28    | 29    | 30    | 31    | 1      | 2      | 3      | 4      | 5      | 6      | 7      | 8      | Eventos |
| Programa            | Qui   | Sex   | Sáb   | Dom   | Seg   | Ter    | Qua    | Qui    | Sex    | Sáb    | Dom    | Seg    | Ter    | Eventos |
| ------------------- | ----- | ----- | ----- | ----- | ----- | ------ | ------ | ------ | ------ | ------ | ------ | ------ | ------ | ------- |
| Cerimônias          |       | CA    |       |       |       |        |        |        |        |        |        |        | CE     |         |
| Atletismo           |       |       |       |       |       | 2      | 6      | 10     | 7      | 9      | 13     |        |        | 51      |
| Badminton           |       |       |       |       |       |        | 1      |        |        |        |        | 5      |        | 6       |
| Basquetebol         |       |       |       |       |       |        |        |        |        | 1      | 1      |        |        | 2       |
| Esgrima             |       |       |       |       |       |        | 2      | 2      | 2      | 2      | 2      | 2      |        | 12      |
| Ginástica artística |       |       |       |       |       | 1      | 1      | 2      | 10     |        |        |        |        | 14      |
| Ginástica rítmica   |       |       |       | 2     | 6     |        |        |        |        |        |        |        |        | 8       |
| Judô                |       |       | 5     | 4     | 5     | 2      |        |        |        |        |        |        |        | 16      |
| Natação             |       |       |       |       |       | 4      | 6      | 5      | 7      | 5      | 7      | 8      |        | 42      |
| Polo aquático       |       |       |       |       |       |        |        |        |        |        |        | 1      | 1      | 2       |
| Remo                |       |       |       |       |       |        |        |        |        | 1      | 14     |        |        | 15      |
| Saltos ornamentais  |       |       |       |       | 2     | 1      | 1      | 3      | 2      | 1      | 1      | 4      |        | 15      |
| Taekwondo           |       |       | 2     | 3     | 4     | 4      | 4      | 4      | 2      |        |        |        |        | 23      |
| Tênis               |       |       |       |       |       |        |        |        |        | 2      | 5      |        |        | 7       |
| Tênis de mesa       |       |       |       |       |       | 2      |        | 1      | 2      | 2      |        |        |        | 7       |
| Tiro                |       |       |       | 4     | 4     | 6      | 2      |        |        |        |        |        |        | 18      |
| Tiro com arco       |       |       |       | 6     | 4     |        |        |        |        |        |        |        |        | 10      |
| Voleibol            |       |       |       |       |       |        |        |        |        |        | 1      | 1      |        | 2       |
| Wushu               |       |       | 6     | 8     |       |        |        | 6      |        |        |        |        |        | 20      |
| Finais              | —     |       | 17    | 27    | 23    | 21     | 23     | 32     | 26     | 35     | 45     | 21     | 1      | 269     |
| Total cumulativo    | 0     | 0     | 17    | 44    | 67    | 88     | 111    | 143    | 167    | 201    | 246    | 268    | 269    |         |

## Medalhas
O quadro de medalhas é uma lista que classifica os países de acordo com o número de medalhas conquistadas. Foram disputadas 269 finais em 18 modalidades.
| Atualizado em 02h 20min de 30 de abril de 2025 (UTC) | v d e |

| Ordem | País              | Medalha de ouro | Medalha de prata | Medalha de bronze |     |  |
| ----- | ----------------- | --------------- | ---------------- | ----------------- | --- |  |
| 1     | CHN China         | 103             | 40               | 35                | 178 |  |
| 2     | JPN Japão         | 21              | 29               | 43                | 93  |  |
| 3     | KOR Coreia do Sul | 17              | 18               | 23                | 58  |  |
| 4     | ITA Itália        | 17              | 18               | 21                | 56  |  |
| 5     | POL Polônia       | 15              | 16               | 12                | 43  |  |
| 6     | TUR Turquia       | 11              | 12               | 12                | 35  |  |
| 7     | IND Índia         | 11              | 5                | 10                | 26  |  |
| 8     | TPE Taipé Chinês  | 10              | 17               | 19                | 46  |  |
| 9     | LTU Lituânia      | 6               | 4                | 2                 | 12  |  |
| 10    | FRA França        | 5               | 8                | 10                | 23  |  |
|       |                   |                 |                  |                   |     |  |
| 18    | POR Portugal      | 3               | 4                |                   | 7   |  |
|       |                   |                 |                  |                   |     |  |
| 25    | MAC Macau         | 1               | 3                | 3                 | 7   |  |
|       |                   |                 |                  |                   |     |  |
| 37    | BRA Brasil        |                 | 7                | 6                 | 13  |  |

     País sede destacado.